# Климов, Владимир Яковлевич
Влади́мир Я́ковлевич Кли́мов (1892—1962) — советский учёный в области авиационного моторостроения, конструктор авиационных двигателей, генерал-майор инженерно-авиационной службы (1944), академик АН СССР (1953). Дважды Герой Социалистического Труда (1940, 1957). Лауреат четырёх Сталинских премий (1941, 1943, 1946, 1949).

## Биография
Родился 11 (23) июля 1892 года в Москве. Семья Климовых произошла из крестьян-отходников; отец Яков Алексеевич Климов — из крестьянин деревни Аннино Владимирской губернии — в раннем возрасте был отправлен в Москву на заработки, поднялся от ученика до хозяина артели мастеровых, работал по строительным подрядам, разбогател, купил в Москве участок земли и построив на нём доходный дом (пятиэтажный дом на углу Садового кольца и Тетеринского переулка), стал домовладельцем. Мать Прасковья Васильевна Устинова — из крестьянской семьи соседней деревни Еросово. В семье было 8 детей.
Учился в Комиссаровском техническом училище, затем — в Московском высшем техническом училище. В механической лаборатории МВТУ, которой заведовал профессор Н. Р. Брилинг, он занимался исследованием тепловых процессов двигателей внутреннего сгорания. Преддипломную практику проходил на одном из механических заводов Петрограда и в 1916 году представил дипломный проект авиационного двигателя, в котором специальной темой было исследование процессов смесеобразования в карбюраторе. По итогам защиты дипломного проекта Совет училища ходатайствовал об установлении В. Я. Климову специальной стипедии для подготовки кандидатской диссертации

Бюст В.Я Климова в Москве (улица Солдатская, Лефортово)

Трудовую деятельность начал в октябре 1917 года инженером-конструктором общества Коломенских заводов (Москва). С июля 1918 по 1931 год работал старшим инженером-лаборантом, начальником отдела авиационных моторов, помощником директора научной автомобильной лаборатории, преобразованной затем в Научный автомоторный институт СССР (НАМИ). С 1931 года — начальник технического контроля отдела бензиновых двигателей Центрального института авиационного моторостроения. По совместительству преподавал в Московском высшем техническом училище, Ломоносовском институте и Академии Военно-Воздушного Флота имени Н. Е. Жуковского, руководил кафедрой проектирования двигателей Московского авиационного института.
Участвовал в разработке первых советских звездообразных авиационных двигателей воздушного охлаждения М-12, М-23 и др. (1925—1927) и первого, самого мощного в то время (ок. 650 кВт (880 л. с.)), 12-цилиндрового двигателя жидкостного охлаждения М-13 (1925—1930). С 1935 года — главный конструктор авиационных двигателей. 
Был командирован во Францию для закупки лицензий на постройку двигателей водяного охлаждения фирмы «Испано-Сюиза». На базе 12-цилиндрового двигателя «Испано-Сюиз-12» в середине 1930-х годов разработал и организовал производство 12-цилиндрового двигателя М-100, мощностью 750 л. с. — на 30 % больше, чем у аналогичных зарубежных двигателей тех же размеров. Затем организовал производство серийного двигателя М-103 для бомбардировщиков «СБ» конструкции А. Н. Туполева и А. А. Архангельского.

Могила Климова на Новодевичьем кладбище.

В 1935 году был назначен главным конструктором Рыбинского моторостроительного завода № 26. С августа 1941 года работал в Уфе на эвакуированном заводе (Уфимский моторостроительный завод).
В конце 1930-х — начале 1940-х под руководством Климова был создан ряд мощных серийных двигателей (М-105, ВК-105ПФ, ВК-107), оснащённых двухскоростным воздушным центробежным нагнетателем оригинальной конструкции. Эти двигатели устанавливались на пикирующих бомбардировщиках Пе-2 конструкции В. М. Петлякова и истребителях конструкции А. С. Яковлева, проявив высокие боевые качества в условиях Великой Отечественной войны. В конце войны был выпущен двигатель ВК-108, которым на самолёте конструкции Яковлева была достигнута скорость 745 км/ч. На этом практически завершилась работа над поршневыми авиационными двигателями в КБ Климова.
В послевоенный период на созданном в Ленинграде ОКБ (Опытный завод № 117, ныне — АО «ОДК-Климов») под руководством Климова был разработан ряд воздушно-реактивных двигателей. На авиационной выставке в Париже, внимание командированного туда В. Я. Климова привлекли английские реактивные двигатели с центробежными компрессорами. Вскоре В. Я. Климов и А. И. Микоян были командированы в Лондон для закупки нескольких таких двигателей «Nene», на базе которых в течение 1947—1949 годов были созданы первые отечественные двигатели с центробежными компрессорами для реактивных самолётов: РД-45 и РД-500. В 1952 году были созданы усовершенствованные двигатели ВК-1А и ВК-1Ф. В двигателе ВК-1Ф был впервые использован метод форсирования (увеличения) тяги дожиганием топлива за турбиной в форсажной камере.
В ходе научных исследований и конструкторской работы Климовым были разработаны и внедрены специальная закрытая система жидкостного охлаждения поршневых авиационных двигателей под давлением, воздушный нагнетатель с двухскоростным приводом, усовершенствованная система газораспределения, система питания топливовоздушной смесью мощных и высокооборотных авиадвигателей, предложен ряд оригинальных решений в конструкциях ТРД. Климов внёс существенный вклад в развитие теории смазки, в решение проблем уравновешивания поршневых авиадвигателей и др. вопросов двигателестроения.
Одновременно в 1947–1956 годах руководил ОКБ-45 в Москве. С 1956 года — генеральный конструктор. В 1960 году вышел на пенсию. 
Депутат ВС СССР второго созыва (1946—1950).
Умер 9 сентября 1962 года. Похоронен в Москве на Новодевичьем кладбище (уч. № 1).
В 2002 году именем В. Я. Климова была названа улица в Шевченковском районе города Запорожье. Также в Запорожье есть парк академика Климова.

Во время Великой Отечественной войны В. Я. Климов внёс большой вклад в Фонд обороны:
МОСКВА, КРЕМЛЬ ТОВАРИЩУ СТАЛИНУ 
Желая помочь нашей героической Красной Армии быстрее разгромить немецко-фашистских захватчиков, я отдал свои денежные сбережения в сумме 73 тысяч рублей в фонд строительства эскадрильи самолётов. 
Главный конструктор завода Герой Социалистического Труда КЛИМОВ
Главному конструктору завода Герою Социалистического Труда тов. КЛИМОВУ 
Примите мой привет и благодарность Красной Армии, товарищ Климов, за Вашу заботу о воздушных силах Красной Армии. 
И. СТАЛИН 
Газета «Известия», 4 марта 1943

## Награды и премии
- дважды Герой Социалистического Труда (28 октября 1940; 12 июля 1957)
- Орден Ленина (29 декабря 1936)
- Орден Ленина (28 октября 1940)
- Орден Ленина (30 декабря 1943)
- Орден Ленина (3 июля 1945) — за образцовое выполнение заданий Правительства по производству моторов
- Орден Ленина (23 июля 1952)
- орден Суворова I степени (16 сентября 1945) — за образцовое выполнение заданий Правительства по выпуску боевых самолетов, моторов, авиационных приборов, винтов и агрегатов самолетного и моторного оборудования в период Отечественной войны
- орден Суворова 2-й степени (19 августа 1944)
- орден Отечественной войны I степени (10 июня 1945)
- орден Трудового Красного Знамени (5 марта 1939)
- медаль «За боевые заслуги» (5 ноября 1954)
- другие медали
- Сталинская премия I степени (14 марта 1941) — за разработку новой конструкции авиационного мотора
- Сталинская премия II степени (1943) — за усовершенствование авиационного мотора
- Сталинская премия I степени (1946) — за создание нового образца авиационного мотора[5]
- Сталинская премия I степени (1949) — за создание двигателя

## Увековечение памяти
- Именем В. Я. Климова названо Научно-производственное объединение им. Климова (в настоящее время АО «ОДК-Климов» в составе Объединённой двигателестроительной корпорации — АО «ОДК», холдинговой компании ГК «Ростех» в сфере двигателестроитения). 23 октября 2017 года на территории предприятия был открыт памятник В. Я. Климову. На здании завода, выходящем на площадь, установлена мемориальная доска. Ежегодно предприятие проводит конкурс им. В. Я. Климова среди петербургских студентов 3-4 курсов бакалавриата, специалитета и магистратуры дневных отделений вузов и техникумов — «климовские» стипендии[6].
- Имя носит площадь на пересечении Большого Сампсониевского пр. и Кантемировской ул. в Выборгском районе Санкт-Петербурга.
- Бюст В. Я. Климова установлен в Москве в начале улицы Авиамоторной, на которой расположен ЦИАМ им. Баранова.
- Памятник на Новодевичьем кладбище.

## Сочинения
- Атлас конструкций авиационных моторов. Ч. 1—2. — М.—Л., 1935—1938.